# Ahdal
Els al-Àhdal o Mahàdila foren una família de sàyyids que visqueren al sud-oest de la península Aràbiga, descendents del sisè imam alida Jàfar as-Sàdiq.
Els principals membres de la família foren:
- Hussayn ibn Abd-ar-Rahman ibn Muhàmmad Badr-ad-Din (Quhriyya, 1377-Abyat Hussayn, 1451)
- Hussayn ibn as-Siddiq ibn Hussayn, net de l'anterior (Abyat Hussayn, 1446-Aden, 1497)
- Tàhir ibn Hussayn ibn Abd-ar-Rahman Jamal-ad-Din (Muràwaa, 1508-Zabid, 1590), jurista i tradicionista
- Muhàmmad ibn Tàhir
- Hàtim ibn Àhmad ibn Mussa ibn Abi-l-Qàssim ibn Muhàmmad (?-al-Mukha (Mocca), 1604), sufí i erudit
- Abu-Bakr ibn Abi-l-Qàssim ibn Àhmad (1576-1626)
- Abd-ar-Rahman ibn Sulayman (?-1835)